# Milano-Torino 1993
La Milano-Torino 1993, settantottesima edizione della corsa, fu disputata il 6 ottobre 1993, per un percorso totale di 206 km. Venne vinta dal danese Rolf Sørensen giunto al traguardo con il tempo di 4h36'07" alla media di 44,764.

## Ordine d'arrivo (Top 10)
| Pos. | Corridore           | Squadra       | Tempo    |
| ---- | ------------------- | ------------- | -------- |
| 1    | Rolf Sørensen       | Carrera       | 4h36'07" |
| 2    | Paolo Fornaciari    | Mercatone Uno | s.t.     |
| 3    | Francesco Frattini  | Mecair-Ballan | s.t.     |
| 4    | Sergio Barbero      | Navigare      | s.t.     |
| 5    | Dominik Krieger     | Telekom       | a 15"    |
| 6    | Gianluca Bortolami  | Lampre-Polti  | a 45"    |
| 7    | Danny Daelman       | Wordperfect   | a 1'36"  |
| 8    | Roland Meier        | TVM-Bison     | a 1'38"  |
| 9    | Kurt Van De Wouwer  |               | a 1'53"  |
| 10   | Maximilian Sciandri | Motorola      | a 2'03"  |